# زمین‌شناسی مغولستان

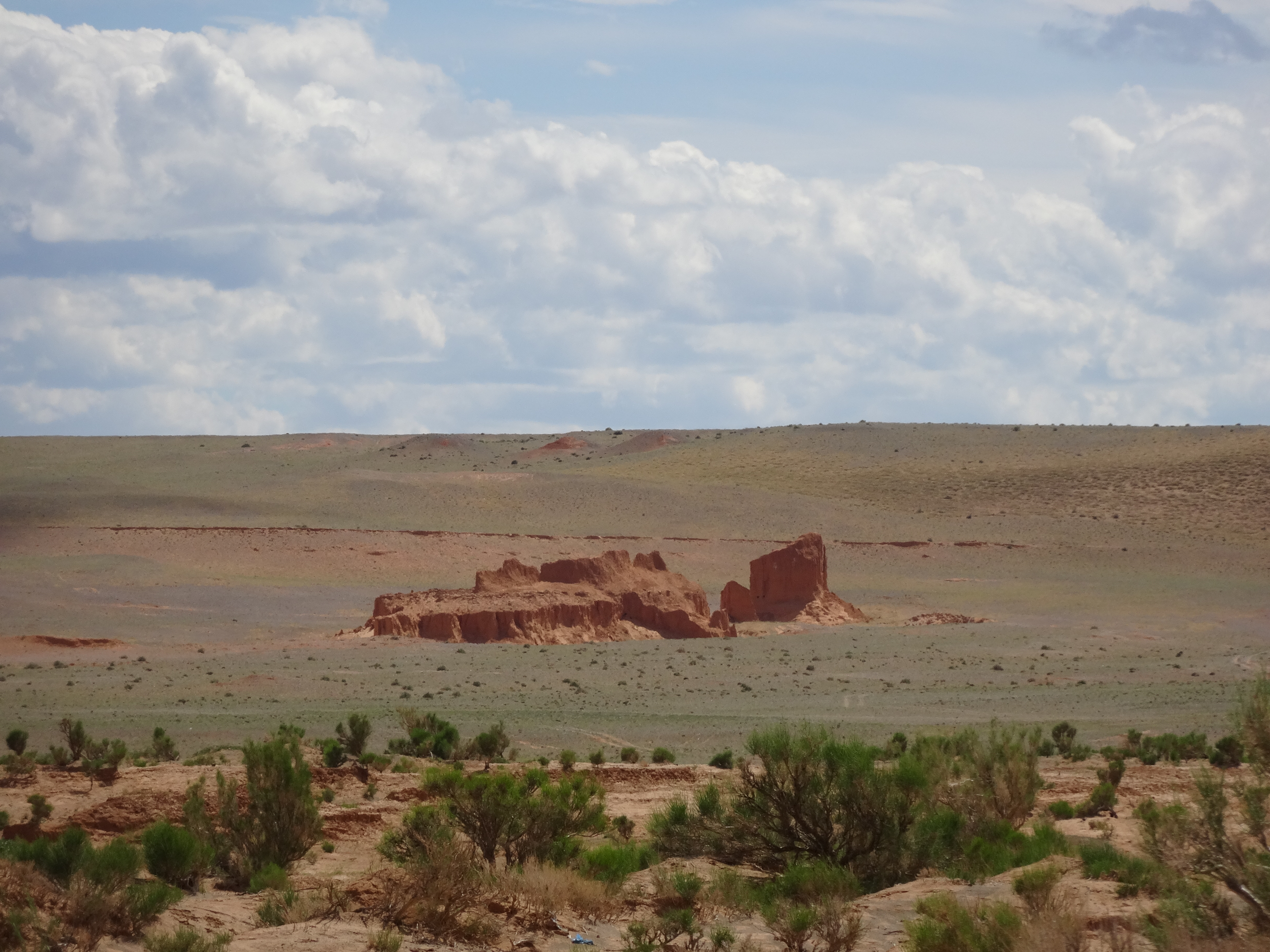
سازند سنگی بن زاک، بیابان گبی، مغولستان

پیشینه زمین‌شناختی مغولستان مجموعه پیچیده‌ای از ریزقاره‌ها و زنجیره‌های جزیره‌ای را تشکیل می‌دهد که در طول نیم میلیارد سال گذشته در کنار هم جمع شده‌اند و زمین‌ها و زمین‌ساخت‌های متنوعی را تولید کرده‌اند. 

## زمین‌ساخت
مغولستان دارای زمین‌شناسی تکتونیکی و ساختاری پیچیده‌ای است که متعلق به منطقه متحرک مغولستان-اختسک، بین سکوی سیبری و سکوی چینی است. سنگ‌های زیرزمینی که در دوران دیرینه‌زیستی در پرکامبرین به‌عنوان تشکل‌های افیولیتی در عصر ریفین تشکیل شده‌اند، از ۱٫۷ تا ۱٫۶ میلیارد سال پیش و دوباره در حدود ۸۰۰ میلیون سال پیش شکافته شدند. بسته شدن یک اقیانوس پیشین‌زیستی پسین، افیولیت‌ها و قدیمی‌ترین سنگ پایه را ایجاد کرد. 
کمربندهای کوهستانی بایکالی و آلتایی نشان‌دهنده تجمع کمان‌های جزیره‌ای در دیرینه‌زیستی هستند. برخورد ریزقاره‌های کوچک مانند آموریا و برخورد بزرگ بین آسیا و گندوانا در میانه‌زیستی و نوزیستی تأثیر عمده‌ای بر این منطقه گذاشت. گسترش پوسته، فلات مغولستان را ایجاد کرد، در حالی که شکاف، نازک شدن پوسته، گسلش بلوک و فوران‌های بازالتی زمینی بسیار شبیه به استان حوضه و کوهستان در غرب ایالات متحده ایجاد کرد.

## پیشینه پژوهش
الکساندر فون هومبولت و ان.ام. پروالسکی اولین شناسایی زمین‌شناسی مغولستان را انجام دادند. زمین‌شناسان روسی قبل و بعد از جنگ جهانی اول، در دوره شوروی فعال بودند و به صحرای گوبی سفر می‌کردند. اکتشافات زمین‌شناسی روسیه از سال ۱۹۳۲ تا ۱۹۳۷ مولیبدن، تنگستن، قلع، نفت، آهن، زغال سنگ، تبخیری‌ها و فلوریت را کشف کردند و به دنبال آن، گروه دیرینه‌شناسی لهستانی-مغولی از سال ۱۹۴۶ تا ۱۹۴۹ در منطقه فعال بودند. 
مغول‌نفت، یک شرکت نفتی دولتی در سال ۱۹۴۸ راه‌اندازی شد. سازمان زمین‌شناسی و اکتشاف (که در سال ۱۹۶۱ به وزارت زمین‌شناسی تغییر نام داد) در سال ۱۹۵۷ ایجاد شد.

## زمین‌شناسی منابع طبیعی
کمربندهای تکتونیکی در مغولستان تأثیر زیادی بر محل تشکیل سنگ معدن فلزات پایه دارند. قلمرو فلززایی مغولستان شمالی بخشی از کالدونیدهای آلتای مغولستان است که دارای مرز جنوبی در یک گسل عمیق در نزدیکی بولگان است. قلمرو فلززایی مغولستان شرقی دو سوم کشور را در بر می‌گیرد و به شدت تحت تأثیر فعالیت ماگمایی میانه‌زیستی قرار گرفته‌است. قلمرو فلززایی مغولستان جنوبی سومین گروه است. سنگ آهن به صورت رسوبات متاسوماتیک اسکارن شکل می‌گیرد و همراه با سنگ منگنز در قلمرو مغولستان شرقی رایج است. 
به نظر می‌رسد ساختارهای افیولیت هرسینی و کالدونین کروم، تیتانیوم و وانادیم را کنترل می‌کنند. کانی‌سازی سرب، روی، مس و طلا در هر سه قلمرو فلززایی وجود دارد. منطقه معدنی بورو کوه‌های چانگاجن و چنتجن در قلمرو مغولستان شرقی را با ذخایر طلا دنبال می‌کند. ذخایر آذرین تریاس و ژوراسیک بسیاری از منابع فلزی کشور را در همین محدوده نگهداری می‌کنند. 
گسل‌های عمیق میزبان رسوبات جیوه هستند. در شمال غربی مورن، رسوبات آلومینیوم با نفلین سینیت و سیلیمانیت گنیس همراه است. کمربندهای افیولیتی اغلب میزبان کان‌سنگ نیکل و کبالت نیکل ثانویه همراه با آزبست کریزوتیل هستند. منطقه گسلی بولگان میلونیت میزبان آزوریت، مالاکیت، کریزوکولا و  فیروزه است. دره دریاچه‌ها مرکز ذخایر گسترده زغال سنگ مغولستان است که در غرب به کربونیفر و در جنوب به پرمین می‌رسد. نفت از حوضه‌های درون پایاپوسته‌ای در جنوب شرقی که در اطراف میدان نفتی سجنسند متمرکز است، یافت شده‌است.